# Costa Vescovato
Costa Vescovato és un municipi situat al territori de la província d'Alessandria, a la regió del Piemont (Itàlia).
Limita amb els municipis d'Avolasca, Carezzano, Castellania, Cerreto Grue, Montegioco, Paderna i Villaromagnano.
Pertany al municipi les frazioni d'Arpicella, Casale Montesoro, Cascina San Leto, Cascina Sposino, Montale Celli i Sarizzola.

## Galeria fotogràfica

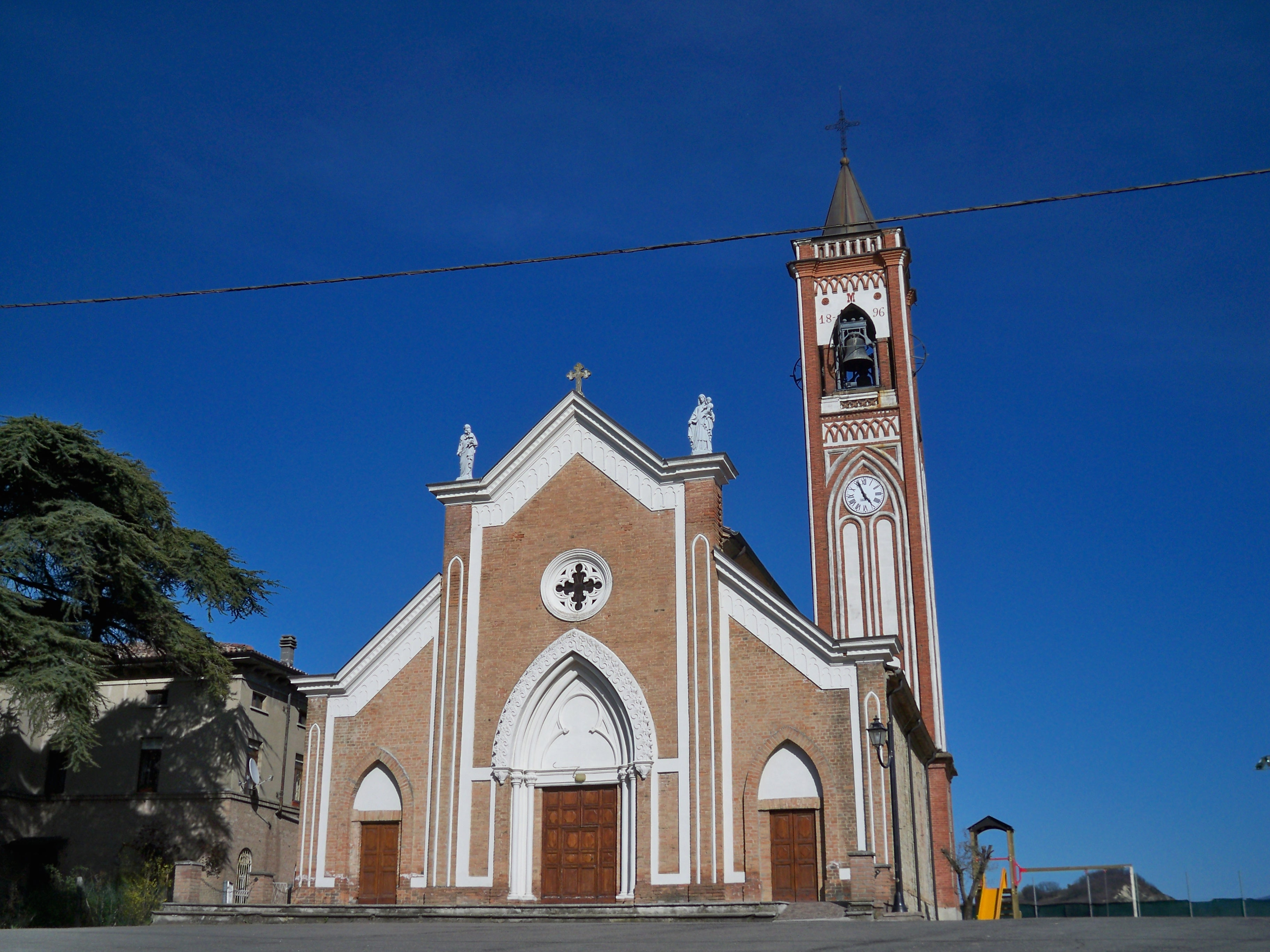
Església de Montale Celli